# Axelle Red
Axelle Red, pseudoniem van Fabienne Demal (Hasselt, 15 februari 1968), is een Belgische zangeres die ook in Frankrijk populariteit geniet. Ze zingt onder andere in het Frans, Engels, Spaans en Nederlands. Axelle Red behoort tot de bestverkopende Belgische muziekartiesten met reeds in 2013 meer dan vijf miljoen verkochte muziekdragers wereldwijd.

## Biografie

### Afkomst
Red is geboren in de Belgische provincie Limburg. Haar vader Roland Demal (1931-2019) was gedurende vijftig jaar advocaat aan de Hasseltse balie en zetelde 42 jaar in de Hasseltse gemeenteraad voor de Vlaamse liberale partij Open Vld. Hij was er zestien jaar schepen (van o.m. Sport) en zetelde ook dertig jaar in het bestuur van voetbalclub Sporting Hasselt waarvan acht jaar als voorzitter.

### Muzikale carrière
Axelle Red debuteerde als het vijftienjarige zangeresje FABBY in juni 1983 in de BRT Top 30 met haar eerste single Little Girls, waarmee ze drie weken in de hitlijsten bleef hangen.
In 1993 studeerde Red af als juriste aan de Vrije Universiteit Brussel. In datzelfde jaar verscheen haar eerste album Sans Plus Attendre, dat in Frankrijk, Zwitserland, Canada en België voor haar doorbraak zorgde.
In 1996 werkte Red samen met verschillende muzikanten van het label Stax (onder wie Steve Cropper en Isaac Hayes) aan haar nieuwe soulsingle A Tâtons. De opnamen vonden plaats in Memphis. De single werd een hit en kreeg een IFPI Platinum Europe Award. Een jaar later stond ze voor het eerst in de Parijse Olympia.
In 1997 werd Red ambassadrice van United Nations Childrens Fund (UNICEF) om op te komen voor de rechten van kinderen en vrouwen in oorlogsgebieden en ontwikkelingslanden. Hetzelfde jaar zette ze zich in voor de Ottawa-conventie tegen landmijnen en kwam ze in Haïti in contact met kinderen die zonder proces in erbarmelijke omstandigheden waren opgesloten in gevangenissen.
In 1998 trouwde Red. Tevens raakte ze zwanger van haar eerste kind. Tijdens de openingsceremonie van de wereldbeker voetbal in de Stade de France in Parijs zong ze met Youssou N'Dour de officiële hymne La Cour des Grands voor de Franse televisie. Haar aan soul en rhythm-and-blues gewijde show The Soul of Axelle Red (in het Antwerpse Sportpaleis en het Parijse Palais des Congrès) speelde ze samen met Wilson Pickett, Sam Moore, Eddy Floyd, Percy Sledge en Ann Peebles. In hetzelfde jaar bracht ze haar Spaanse album Con Solo Pensarlo uit.
In 1999 kreeg Red in Frankrijk de Victoire de la Musique voor vrouwelijke artieste van het jaar. In diezelfde periode verscheen haar derde studioalbum, Toujours Moi, dat meer dan 800.000 albums verkocht. Ze trok naar Azië, waarnaar ze als student al regelmatig reisde.
In 2000 werd tijdens een Frans tournee een eerste liveplaat Alive met dvd opgenomen.
In 2002 verscheen het vierde studioalbum Face A/Face B. De titel verwijst naar de vinylplaten Fast and slow uit de jaren 60 (een snelle kant voor dans en de andere voor slows) – een coproductie met Al Stone (o.a. producer van Jamiroquai en Björk) de verschillende thema's op dit album gingen vooral over extremisme, antiglobalisme, antipersoonsmijnen, kindsoldaten en drugs. Red keerde terug naar Cambodja in het kader van de campagne tegen antipersoonsmijnen, belandde in de Mexicaanse staat Chiapas midden in een betoging van de Zapatista's voor de rechten van de oorspronkelijke bevolking en bezocht in Vietnam een project van Handicap International.
In 2003 werd haar tweede dochter geboren en verscheen er een cd-box met drie cd's met daarop eerder onuitgegeven nummers zoals duetten met Charles Aznavour, Francis Cabrel, Stephan Eicher, Sylvie Vartan, Arno en Tom Barman. Het duet met Renaud Manhattan-Kaboul werd het meest gedraaide nummer in Frankrijk. Er werden meer dan 800.000 singles van verkocht en Red en Renaud kregen een NRJ music award op de Midem in Cannes.
Nadat ze in juni 2004 in Congo op de vlucht moest voor onlusten, voerde Axelle in juli van dat jaar in Niger met Unicef campagne tegen vrouwenbesnijdenissen en kindhuwelijken. French Soul, een eerste album met muzikale hoogtepunten, verscheen met twee onuitgegeven liedjes: I Have a Dream-J'ai Fait Un Rêve, een eerbetoon aan Martin Luther King. Red regisseerde de twee video's. Zwanger van een derde dochter eindigde ze het jaar met een blitzbezoek aan Sri Lanka met Unicef hulpgoederen voor de door de tsunami getroffen bevolking.
In 2005 trok Red naar het noorden van Senegal voor de campagne 'Make noise till Hong Kong' van de Franse Oxfam/Agir Ici. Ze pleitte er voor eerlijke handelsprijzen. In mei nam ze in Genève samen met Peter Gabriel en Youssou N’Dour deel aan het concert naar aanleiding van de zestigste verjaardag van de Verenigde Naties en bedankte Kofi Annan Red voor haar humanitaire inzet bij de verschillende ngo's. Ze was samen met Bob Geldof woordvoerster voor 'Live 8 in France' en trad op 2 juli 2005 aan het Kasteel van Versailles op voor 200.000 mensen tijdens het benefietconcert. Op de Europese top vroeg Red officieel aan Barroso, voorzitter van de Europese Commissie, het budget te verhogen voor de ontwikkeling van de Derdewereldlanden.
In 2006 verscheen Jardin Secret, het vijfde studioalbum van Red, over hoop, optimisme en positief denken. Een vlucht in een persoonlijke utopische wereld als reactie op de zwartgalligheid in de wereld. De opnames vonden plaats in de Royal studios van Willie Mitchell in Memphis (waar Al Green en Ann Peebles al hun platen opnamen) In september 2006 ontving Red van de Franse minister van cultuur Renaud Donnedieu de Vabres de hoogste artistieke onderscheiding en werd Chevalier dans l'Ordre des Arts et des Lettres. Ze nam deel aan de 0110-concerten tegen onverdraagzaamheid en racisme in Antwerpen en Brussel.
In 2007 bezocht Red Sierra Leone, vijf jaar na de burgeroorlog, voor de Unicef-campagne 'Together, saving 4 million babies'. In maart 2007 was ze spreker op het FIFDH in Genève (Festival du Film et Forum International sur les Droits de l'Homme) samen met de Cambodjaanse regisseur Rithy Panh op een debat over prostitutie. In december 2007 overhandigde Koning Albert II haar het ereteken van Commandeur in de Kroonorde voor haar sociale betrokkenheid.
In mei 2008 kende de Universiteit Hasselt Red de eretitel Doctor Honoris Causa toe omwille van haar sociale betrokkenheid als artieste en mensenrechtenactiviste. Naar aanleiding van de internationale vrouwendag was Red gastspreker op de Raad van Europa tijdens een debat over huiselijk geweld. Ze schreef haar eerste Engelstalige album Sisters & Empathy en nam het op met haar vaste muzikanten Michael Toles en Lester Snell uit Memphis en Jeff Anderson en Damon Duewhite uit New York, maar deze keer ook met de hulp van Mauro Pawlowski, Tom Barman, Jeffrey Burton en Steven Debruyn.
In het voorjaar 2013 kreeg de zangeres een tentoonstelling over haar voorliefde voor (Belgische) mode in het Modemuseum Hasselt waar zij op vraag van directeur Kenneth Ramaekers een persoonlijk verhaal bracht over het belang van mode in haar leven. De tentoonstelling onder de naam Axelle Red - Fashion Victim had ook aandacht voor fotografie en (video)kunst. Haar collectie Belgische mode dankte zij aan haar bestellingen voor haar garderobe. Zij gaf mee dat elke look die ze neerzet een eigen creatie inhoudt, terwijl zij vaak stukken van ontwerpers voorziet van een eigen touch in combinatie met vintage. De expositie pakte uit met een reeks bekende namen uit de modewereld, zoals Véronique Leroy, Elvis Pompilio, Maison Martin Margiela, Olivier Theyskens, Helmut Lang, A.F. Vandevorst, Ann Demeulemeester, Christian Wijnant, Veronique Branquinho, Bruno Pieters, Haider Ackermann en Tim Van Steenbergen, en accessoires van Margiela en Elvis Pompilio.
Axelle Red maakte deel uit van de jury van The Voice van Vlaanderen in het derde seizoen dat op VTM werd uitgezonden van januari tot mei 2014. Op 30 oktober 2015 verscheen het album The Songs (Acoustic), een verzamelalbum met akoestische versies van een hele reeks hits, naast enkele nieuwe nummers. Begin 2018 bracht ze nieuw werk uit, met het lovend ontvangen studioalbum Exil, gevolgd door een tournee langs kleinere concertzalen zoals de Handelsbeurs in Gent en De Roma in Borgerhout.
In 2025 is ze coach in het 12de seizoen van The Voice Belgique samen met Hoshi, Christophe Willem en Loïc Nottet.

## Discografie

### Albums
| Album met hitnotering(en) in de Vlaamse Ultratop 200 albums | Datum van verschijnen | Datum van binnenkomst | Hoogste positie | Aantal weken | Opmerkingen                 |
| ----------------------------------------------------------- | --------------------- | --------------------- | --------------- | ------------ | --------------------------- |
| Sans plus attendre                                          | 01-10-1993            | 01-04-1995            | 16              | 46           |                             |
| À tâtons                                                    | 18-10-1996            | 02-11-1996            | 3               | 51           |                             |
| Con solo pensarlo                                           | 05-06-1998            | 13-06-1998            | 1(2wk)          | 35           |                             |
| Toujours moi                                                | 22-03-1999            | 03-04-1999            | 6               | 41           |                             |
| Alive                                                       | 17-11-2000            | 02-12-2000            | 25              | 14           | Livealbum / cd & dvd        |
| Face A / Face B                                             | 15-11-2002            | 30-11-2002            | 4               | 22           | Platina                     |
| Long box                                                    | 08-12-2003            | 27-12-2003            | 37              | 9            | Driedubbele-cd-box          |
| French soul                                                 | 25-10-2004            | 30-10-2004            | 10              | 30           | Dubbel-cd & 2dvd 2× platina |
| Jardin secret                                               | 08-09-2006            | 07-10-2006            | 1(1wk)          | 61           | 3× platina                  |
| Sisters & empathy                                           | 16-01-2009            | 24-01-2009            | 3               | 22           | Dubbel-cd Goud              |
| Un coeur comme le mien                                      | 01-04-2011            | 16-04-2011            | 4               | 26           | Goud                        |
| Rouge ardent                                                | 2013                  | 02-03-2013            | 1(1wk)          | 71           | Platina                     |
| The songs (acoustic)                                        | 2015                  | 07-11-2015            | 7               | 24           |                             |
| Exil                                                        | 2018                  | 24-03-2018            | 4               | 4*           |                             |

### Singles
| Single met hitnotering(en) in de Vlaamse Ultratop 50 | Datum van verschijnen | Datum van binnenkomst | Hoogste positie | Aantal weken | Opmerkingen                                      |
| ---------------------------------------------------- | --------------------- | --------------------- | --------------- | ------------ | ------------------------------------------------ |
| Kennedy boulevard                                    | 1989                  | -                     |                 |              | Nr. 7 in de Radio 2 Top 30                       |
| Aretha et moi                                        | 1991                  | -                     |                 |              | Nr. 28 in de Radio 2 Top 30                      |
| Elle danse seule                                     | 1992                  | -                     |                 |              | Nr. 12 in de Radio 2 Top 30                      |
| Sensualité                                           | 1993                  | 02-10-1993            | 6               | 19           | Nr. 6 in de Radio 2 Top 30                       |
| Je t'attends                                         | 1993                  | -                     | -               | -            | Nr. 26 in de Radio 2 Top 30                      |
| Le monde tourne mal                                  | 1994                  | -                     | -               | -            | Nr. 23 in de Radio 2 Top 30                      |
| À tâtons                                             | 1996                  | 05-10-1996            | 35              | 4            |                                                  |
| Déjame ser mujer / Rester femme                      | 1998                  | 23-05-1998            | 22              | 12           | Nr. 22 in de Radio 2 Top 30                      |
| Parce que c'est toi                                  | 1999                  | 29-01-2000            | 9               | 16           | Nr. 9 in de Radio 2 Top 30                       |
| Bimbo à moi                                          | 2000                  | 01-07-2000            | tip9            | -            |                                                  |
| J'ai jamais dit (je serais ton amie)                 | 2000                  | 16-12-2000            | tip6            | -            |                                                  |
| Manhattan-Kaboul                                     | 2002                  | 05-10-2002            | 34              | 6            | met Renaud / Nr. 14 in de Radio 2 Top 30 Platina |
| Je me fâche                                          | 18-10-2002            | 26-10-2002            | tip3            | -            |                                                  |
| Toujours                                             | 10-11-2003            | 15-11-2003            | tip9            | -            |                                                  |
| Venez vers moi                                       | 2003                  | 22-03-2003            | tip11           | -            |                                                  |
| G.l.o.r.i.a.                                         | 12-04-2004            | 24-04-2004            | tip10           | -            |                                                  |
| Je pense à toi                                       | 2004                  | 06-11-2004            | tip4            | -            |                                                  |
| J'ai fait un rêve                                    | 2005                  | 02-07-2005            | tip2            | -            |                                                  |
| J'ai fait un rêve / I had a dream                    | 2005                  | 09-07-2005            | 32              | 13           | met Daan / Nr. 20 in de Radio 2 Top 30           |
| Temps pour nous                                      | 2006                  | 14-10-2006            | 11              | 17           | Nr. 6 in de Radio 2 Top 30                       |
| Si tu savais                                         | 2006                  | 16-12-2006            | tip11           | -            | Nr. 4 in de Radio 2 Top 30                       |
| Naïve                                                | 2007                  | 05-05-2007            | 18              | 20           | Nr. 9 in de Radio 2 Top 30                       |
| Over 't water                                        | 07-12-2007            | 22-12-2007            | 4               | 7            | met Fixkes / Nr. 5 in de Radio 2 Top 30          |
| Livin' in a suitcase                                 | 12-01-2009            | -                     |                 |              | Nr. 3 in de Radio 2 Top 30                       |
| It all comes back to you                             | 04-05-2009            | -                     |                 |              | Nr. 25 in de Radio 2 Top 30                      |
| La claque                                            | 07-02-2011            | 12-03-2011            | tip4            | -            | Nr. 4 in de Radio 2 Top 30                       |
| Un coeur comme le mien                               | 30-05-2011            | 09-07-2011            | tip35           | -            | Nr. 18 in de Radio 2 Top 30                      |
| Présidente                                           | 24-10-2011            | 12-11-2011            | tip27           | -            |                                                  |
| Rouge ardent                                         | 2013                  | 02-02-2013            | 8               | 18           | Nr. 24 in de Radio 2 Top 30/Goud                 |
| Quelque part ailleurs                                | 2013                  | 11-05-2013            | tip3            | -            | Nr. 23 in de Radio 2 Top 30                      |
| Amour profond                                        | 2013                  | 24-08-2013            | tip4            | -            | Nr. 6 in de Radio 2 Top 30                       |
| Sur la route sablée                                  | 2013                  | 06-12-2013            | tip13           | -            |                                                  |
| De mieux en mieux                                    | 2014                  | 29-03-2014            | tip32           | -            |                                                  |
| Santa Claus Is Coming to Town                        | 2021                  | 01-01-2022            | 46              | 1            |                                                  |

### Radio Donna Top 2000/5000
Axelle Red staat alleen genoteerd in de Top 2000 (2008: Top 5000) van Radio Donna. In de Nederlandse versie van Radio 2 komt ze niet voor.
| Titel                         | Jaar | Radio Donna Top 2000/5000 | Radio Donna Top 2000/5000 | Radio Donna Top 2000/5000 | Radio Donna Top 2000/5000 | Radio Donna Top 2000/5000 | Radio Donna Top 2000/5000 | Radio Donna Top 2000/5000 | Radio Donna Top 2000/5000 |
| Titel                         | Jaar | 2008                      | 2007                      | 2006                      | 2005                      | 2004                      | 2003                      | 2002                      | 2001                      |
| ----------------------------- | ---- | ------------------------- | ------------------------- | ------------------------- | ------------------------- | ------------------------- | ------------------------- | ------------------------- | ------------------------- |
| Sensualité                    | 1994 | 94                        | 224                       | 201                       | 392                       | 383                       | 360                       | 282                       | 295                       |
| Parce que c'est toi           | 1999 | 184                       | 123                       | 153                       | 136                       | 140                       | 120                       | 157                       | 187                       |
| Naïve                         | 2007 | 718                       | 482                       | -                         | -                         | -                         | -                         | -                         | -                         |
| Kennedy boulevard             | 1992 | 863                       | 1276                      | 1440                      | 1468                      | 1831                      | 1807                      | 1505                      | 1103                      |
| Elle danse seule              | 1993 | 1036                      | 1095                      | 1228                      | 1659                      | 951                       | 1121                      | 1048                      | 1752                      |
| Dejame ser mujer              | 1998 | 1245                      | 1597                      | 932                       | 1320                      | 675                       | 462                       | 691                       | 874                       |
| Le monde tourne mal           | 1994 | 1523                      | 950                       | 1606                      | -                         | 1951                      | 1518                      | 1840                      | -                         |
| Temps pour nous               | 2006 | 1603                      | 405                       | 622                       | -                         | -                         | -                         | -                         | -                         |
| Je t'attends                  | 1994 | 1769                      | 775                       | 487                       | 918                       | 457                       | 925                       | 569                       | 537                       |
| À tâtons                      | 1996 | 1966                      | 1917                      | 1954                      | 1866                      | 1705                      | 1301                      | 1287                      | 597                       |
| Manhattan-Kaboul (met Renaud) | 2002 | 2077                      | -                         | -                         | -                         | -                         | -                         | -                         | -                         |
| Je me fâche                   | 2002 | 2298                      | 1481                      | 1765                      | -                         | 1179                      | 667                       | 907                       | -                         |
| Rien que d'y penser           | 1997 | 2412                      | -                         | -                         | -                         | -                         | -                         | -                         | -                         |
| Bimbo a moi                   | 2000 | 3056                      | -                         | -                         | -                         | -                         | -                         | -                         | -                         |
| G.l.o.r.i.a.                  | 2004 | 3426                      | -                         | -                         | -                         | -                         | -                         | -                         | -                         |
| Si tu savias                  | 2006 | 3942                      | 1808                      | -                         | -                         | -                         | -                         | -                         | -                         |
| Con amor o no                 | 1998 | 4446                      | -                         | -                         | -                         | -                         | -                         | -                         | -                         |